# Live at Hammersmith Odeon
Live at Hammersmith Odeon è un album dal vivo del gruppo musicale hard rock/heavy metal britannico Black Sabbath.

## Il disco
Contiene la registrazione di un concerto tenutosi alla fine del 1981. Si tratta di una rarità, la Rhino lo pubblicò in sole 5000 copie; è stato successivamente accluso come bonus CD all'edizione deluxe dell'album Mob Rules. Slipping Away contiene un assolo di batteria che termina nell'introduzione di Iron Man.

## Tracce
CD Rhino Handmade RHM2 07735 (US 2007)
1. E5150 – 1:18
2. Neon Knights – 4:37
3. N.I.B. – 5:16
4. Children of the Sea – 6:07
5. Country Girl – 3:53
6. Black Sabbath – 8:24
7. War Pigs – 7:40
8. Slipping Away – 3:18
9. Iron Man – 7:04
10. The Mob Rules – 3:35
11. Heaven and Hell – 14:24
12. Paranoid – 3:21
13. Voodoo' – 5:45
14. Children of the Grave – 5:05

## Formazione
- Ronnie James Dio - voce
- Tony Iommi - chitarra
- Geezer Butler - basso
- Vinny Appice - batteria
- Geoff Nicholls - tastiera